# Marlitt-Villa Arnstadt
Marlitt-Villa Arnstadt este o arie protejată (arie specială de conservare — SAC, sit de importanță comunitară — SCI) din Germania întinsă pe o suprafață de 0,01 ha, integral pe uscat.

## Localizare
Centrul sitului Marlitt-Villa Arnstadt este situat la coordonatele 50°49′55″N 10°56′50″E / 50.8319°N 10.9472°E.

## Înființare
Situl Marlitt-Villa Arnstadt a fost declarat sit de importanță comunitară în iunie 2004 pentru a proteja 1 specie de animale. Situl a fost protejat și ca arie specială de conservare în iulie 2008.

## Biodiversitate
Situată în ecoregiunea continentală, aria protejată nu include niciun habitat protejat.
La baza desemnării sitului se află o specie protejată de  mamifere: liliacul mic cu potcoavă (Rhinolophus hipposideros)